# Octavio Novaro Peñalosa
Octavio Novaro Peñalosa (Ciudad de México, 4 de julio de 1939-6 de marzo de 2018) fue un físico, catedrático, investigador y académico mexicano. Se especializó en los campos de la física atómica, molecular, física teórica, mecánica cuántica, fisicoquímica, respuesta sísmica resonante, catálisis teórica y experimental. Fue miembro de El Colegio Nacional.

## Estudios
Ingresó a la Facultad de Ciencias de la Universidad Nacional Autónoma de México (UNAM), en donde obtuvo la licenciatura en 1965, una maestría en 1968 y un doctorado en física en 1969. Fue discípulo de Marcos Moshinsky. Realizó estudios posdoctorales en Suecia, Turquía, Italia y California. Impartió clases en su alma mater: en la Facultad de Ciencias y en la Facultad de Química, en la Universidad Autónoma Metropolitana y en la Escuela Militar de Ingenieros. Impartió cursos y seminarios en universidades de Europa, América del Norte, Asia, Oceanía y África.

## Investigador y académico
Fue investigador y consultor en el Instituto Mexicano del Petróleo durante quince años. Paralelamente, fue investigador del Instituto de Física de la UNAM desde 1965, y fue director del mismo de 1991 a 1999. Fue investigador nivel III del Sistema Nacional de Investigadores de México, desde 1984. Fue miembro del Consejo Consultivo de Ciencias de la Presidencia de la República, desde 1989. Ingresó a El Colegio Nacional el 19 de octubre de 1995, con el discurso "Hacia una teoría de la catálisis", que fue contestado por Marcos Moshinsky.

## Premios y distinciones
- Premio de la Academia de la Investigación Científica en 1977.
- Premio Nacional de Ciencias y Artes en el área de Ciencias Físico-Matemáticas y Naturales otorgado por el Gobierno Federal de México en 1983.
- Premio en Ciencias de la Unesco, en 1993.
- Investigador Emérito del Sistema Nacional de Investigadores de México, en 2000.

## Obras publicadas
Escribió más de 225 artículos de investigación y docenas de artículos de divulgación en diferentes revistas. Escribió cuatro libros de investigación y capítulos para libros de divulgación. Entre sus publicaciones, destacan las siguientes:
- "La física como catalizadora de ideas en química", en Revista de la Sociedad Química Mexicana, coautor en 1971.
- "Un poin de vue theorique sur la catalyse" en Journal de Chimie Physique en 1981.
- "Activation of small molecules by transition metal atoms" en The Chellenge of d and f electron en 1989.
- "Symmetry-Avoided Crossings and their Role in the Catalytic Activity of Transition Metals" en Simmetries in Physics, en 1992.
- "Ab-initio studies on the Ziegler-Natta catalytic process", en International Journal of Quantum Chem., en 1992.
- "Importance of the excited states of transition metal atoms for catalytic and photocatalytic processes", en Journal of Molecular Structure, en 1993.
- "Non-aditivity of intermolecular forces in helium and beryllium clusters", en Canadian Journal of Chemistry, en 1996.
- "Optical spectra of the matrix isolated atoms. 3. Matrix effects on the electronic structure of Pd atoms", en Revista Mexicana de Física, coautor en 1997.
- "Spectroscopic Studies of Sol-Gel Li Catalysts",  en Langmuir,  coautor en 1999.
- "Role of Transition Metal Atom Excited States in the Catalytic Activation of Small Molecules (Research Trends)", en Trends in Physical Chemistry, en 2004.
- "An Ab-Initio Study of Platinum-Hydrogen Interactions", en Revista Mexicana de Física, en 2006.
- "Transition probabilities on Ga (2P, 2S, and 2P) + CH4 reactions", en The Journal of Chemical Physics, coautor, en 2007.

### Obras de sismología y geofísica
- "Possible resonance effect in the distribution of earthquake damage in Mexico City", en "Nature", 1987.[5]
- "Novel doorways and resonances in large-scale classical systems", en EPL (Europhysics Letters) en 2012.[6]